# Lars Lønstrup Jakobsen
Lars Lønstrup Jakobsen (født 1965) er en dansk digter, uddannet fra Forfatterskolen 1989.

## Udgivelser
- I, Basilisk, 1991 (digte)